# Fosfolipid
 Denne artikel bør gennemlæses af en person med fagkendskab for at sikre den faglige korrekthed.

Fosfolipider eller phospholipider er særlige fedtstoffer, der indgår i cellemembraner. De består af alkoholen glycerol (glycerin), som er bundet til to fedtsyrer og en fosfatgruppe med esterbindinger. På fosfaten er der yderligere bundet en alkohol (cholin eller serin) med en ny esterbinding.
De fede syrer danner en hydrofob (vandskyende) hale, mens glycerol, fosfat og den ekstra alkohol danner et hydrofilt (vandsøgende) hoved. På den måde kan membranen på én og samme tid være uigennemtrængelig for opløste stoffer og dog give passage for bestemte stoffer.

## Fosfolipider og hvordan de fungerer i en membran
Cellemembranen er et dobbelt fedtlag, der primært består af fosfolipider. Fosfolipider er amfifiler, hvilket betyder de har en hydrofob ende og en hydrofil ende. Hydrofob betyder, at den søger væk fra vandet, samtidig med at vandmolekylerne søger væk fra den. Dette skyldes, at vandmolekylerne er polære, men det er lipiderne ikke, da de består af fedtsyre. Men den anden ende, der er lavet af fosfor, er polær. Derfor tiltrækkes den af vandet som også er polært, denne del er altså hydrofil. Fordi fosfolipiderne er amfifile kan der dannes nogle “underlag” eller “mellemlag mellem dem. I disse “mellemlag” er der ikke noget vand og det er det der danner cellemembranen. Det er også vigtigt, at cellemembranen ikke bliver for flydende eller for stiv, derfor er der også et andet lipid, nemlig kolesterol. Der er også andre lipider, men de to giver et meget godt billede af cellemembranen. Det er vigtigt at sige, at cellemembranen er flydende og ikke stiv, selvom vi tit forestiller os den sådan. Ud over det sidder der også proteiner i dem, der fungerer som transportkanaler for stoffer, der skal ind og ud af cellen.